# Szermierka na Igrzyskach Azjatyckich 2022
Szermierka na Igrzyskach Azjatyckich 2022 – jedna z dyscyplin rozgrywana podczas XIX Igrzysk Azjatyckich w Hangzhou. Zawody odbyły się w dniach 24–29 września 2023 w hali sportowej Uniwersytetu Hangzhou Dianzi. Do rywalizacji w dwunastu konkurencjach przystąpiło 280 zawodników z 29 państw.

## Medaliści

### Mężczyźni
| Złoto                                                                   | Srebro                                                                            | Brąz | Źródło |
| Floret                                                                  | Floret                                                                            | Floret |        |
| ----------------------------------------------------------------------- | --------------------------------------------------------------------------------- | --- | ------ |
| Cheung Ka Long                                                          | Chen Haiwei                                                                       | Takahiro Shikine Ryan Choi | [ 1 ]  |
| Korea Południowa · Ha Tae-gyu · Heo Jun · Im Cheol-woo · Lee Kwang-hyun | Chiny · Chen Haiwei · Wu Bin · Xu Jie · Zeng Zhaoran                              | Hongkong · Cheung Ka Long · Ryan Choi · Nicholas Choi · Yeung Chi Ka · Japonia · Kazuki Iimura · Kyōsuke Matsuyama · Takahiro Shikine · Kenta Suzumuro                  | [ 2 ]  |
| Szpada                                                                  |                                                                                   | |        |
| Kōki Kanō                                                               | Akira Komata                                                                      | Ho Wai Hang Elmir Alimżanow | [ 3 ]  |
| Japonia · Kōki Kanō · Masaru Yamada · Akira Komata · Ryū Matsumoto      | Kazachstan · Elmir Alimżanow · Jerlik Sertaj · Wadim Szarłaimow · Rusłan Kurbanow | Korea Południowa · Kweon Young-jun · Kim Jae-won · Son Tae-jin · Ma Se-geon · Hongkong · Ho Wai Hang · Lau Ho Fung · Fong Hoi Sun · Ng Ho Tin                           | [ 4 ]  |
| Szabla                                                                  |                                                                                   | |        |
| Oh Sang-uk                                                              | Gu Bon-gil                                                                        | Mohammad Rahbari Yousiff Al-Shamlan | [ 5 ]  |
| Korea Południowa · Gu Bon-gil · Kim Jung-hwan · Kim Jun-ho · Oh Sang-uk | Chiny · Liang Jianhao · Lin Xiao · Shen Chenpeng · Yan Yinghui                    | Iran · Farzad Baher · Ali Pakdaman · Mohammad Fotouhi · Mohammad Rahbari · Kazachstan · Żanat Nabijew · Muchamedali Rachmanali · Artiom Sarkisjan · Nazarbaj Sattarchan | [ 6 ]  |

### Kobiety
| Złoto                                                                                  | Srebro                                                                    | Brąz | Źródło |
| Floret                                                                                 | Floret                                                                    | Floret |        |
| -------------------------------------------------------------------------------------- | ------------------------------------------------------------------------- | --- | ------ |
| Huang Qianqian                                                                         | Yuka Ueno                                                                 | Daphne Chan Hong Se-na | [ 7 ]  |
| Chiny · Chen Qingyuan · Huang Qianqian · Wang Yingying · Wang Yuting                   | Korea Południowa · Chae Song-oh · Hong Hyo-jin · Hong Se-na · Hong Seo-in | Hongkong · Daphne Chan · Valerie Cheng · Kuan Yu Ching · Sophia Wu · Japonia · Sera Azuma · Komaki Kikuchi · Karin Miyawaki · Yuka Ueno | [ 8 ]  |
| Szpada                                                                                 |                                                                           | |        |
| Choi In-jeong                                                                          | Song Se-ra                                                                | Vivian Kong Dilnaz Murzataeva | [ 9 ]  |
| Korea Południowa · Choi In-jeong · Kang Young-mi · Lee Hye-in · Song Se-ra             | Hongkong · Chan Wai Ling · Chu Ka Mong · Kaylin Hsieh · Vivian Kong       | Chiny · Shi Yuexin · Sun Yiwen · Tang Junyao · Xu Nuo · Japonia · Haruna Baba · Hana Saito · Nozomi Satō · Miho Yoshimura               | [ 10 ] |
| Szabla                                                                                 |                                                                           | |        |
| Yoon Ji-su                                                                             | Shao Yaqi                                                                 | Seri Ozaki Zaynab Dayibekova | [ 11 ] |
| Uzbekistan · Zaynab Dayibekova · Fernanda Herrara · Paola Pliego · Gulistan Perdebaeva | Japonia · Misaki Emura · Shihomi Fukushima · Seri Ozaki · Kanae Kobayashi | Chiny · Yang Hengyu · Shao Yaqi · Zhang Xinyi · Lin Kesi · Korea Południowa · Hong Hae-un · Choi Se-bin · Yoon Ji-su · Jeon Eun-hye     | [ 12 ] |

## Tabela medalowa
| Pozycja | Reprezentacja    | Złoto | Srebro | Brąz | Razem |
| ------- | ---------------- | ----- | ------ | ---- | ----- |
| 1.      | Korea Południowa | 6     | 3      | 3    | 12    |
| 2.      | Chiny            | 2     | 4      | 2    | 8     |
| 3.      | Japonia          | 2     | 3      | 5    | 10    |
| 4.      | Hongkong         | 1     | 1      | 7    | 9     |
| 5.      | Uzbekistan       | 1     | 0      | 2    | 3     |
| 6.      | Kazachstan       | 0     | 1      | 2    | 3     |
| 7.      | Iran             | 0     | 0      | 2    | 2     |
| 8.      | Kuwejt           | 0     | 0      | 1    | 1     |
| Razem   | Razem            | 12    | 12     | 24   | 48    |